# Diopsiulus annandalei
Diopsiulus annandalei är en mångfotingart som beskrevs av Filippo Silvestri 1916. Diopsiulus annandalei ingår i släktet Diopsiulus och familjen Stemmiulidae. Inga underarter finns listade i Catalogue of Life.